# 219-я танковая бригада (СССР)
219-я танковая Кременчугско-Берлинская Краснознаменная орденов Суворова, Кутузова, Богдана Хмельницкого бригада — танковая бригада, советское военное соединение во времена Великой Отечественной войны.

## Боевой путь соединения
Бригада была сформирована 30 августа 1942 года в московском автобронетанковом центре. С 26 сентября 1942 года — в составе действующей армии. Участвовала в боях Демянской наступательной, Курской оборонительной, Белгородско-Харьковской и Полтавско-Кременчугской наступательных операций.
Танкисты 219-й танковой бригады 1-го механизированного Красноградского Краснознамённого корпуса 37-й армии Степного фронта отличились при форсировании Днепра в ходе Полтавско-Кременчугской наступательной операции 1943 года.
В ночь на 2 октября 586-й танковый батальон, двигавшийся в авангарде бригады, форсировал реку южнее Кременчуга с задачей создать и удержать на правом берегу Днепра в районе Мишурин Рог (ныне Верхнеднепровский район Днепропетровской области) плацдарм для расширения прорыва обороны противника с последующей задачей вести наступление в направлении Пятихатки — Кировоград.
Переправившись на правый берег Днепра, батальон под командованием старшего лейтенанта Тюркина вышел на высоты 122,7 и 122,2 западнее села Калужино. Ещё до рассвета танкисты прорвали оборону противника на правом берегу и нанесли ему значительные потери. Преодолев противотанковые рвы и проволочные заграждения, освободили Мишурин Рог, Тарасовку, Бородаевку, Сусловку, ряд других населенных пунктов и продолжали развивать успех.
На следующий день фашисты решили во что бы то ни стало ликвидировать плацдарм. Контратаку танков противника поддержала авиация. В бою за высоту севернее села Анновка командирский танк был подбит. Комбат занял командирское место в другом танке и продолжал руководить боем. Силы батальона таяли в неравной борьбе: уничтожена противотанковая батарея, из 30 танков осталось 16.
Утром 4 октября гитлеровцы, подтянув свежие резервы, снова контратаковали позиции танкистов: 20 немецких танков при поддержке до 120 автоматчиков начали контратаку вдоль дороги и реки Омельник . Одновременно на правый фланг батальона надвигались 18, а на левый — 12 танков противника. Ожесточенный бой длился несколько часов. Ценой больших потерь врагу удалось вклиниться в боевые порядки батальона. В критический момент советские танкисты, применив тактику ближнего боя, удачным манёвром парализовали действия танков противника, поддерживали контратаку огнем с флангов . Началась танковая дуэль, в ходе которой противник был отброшен.
Восемнадцать суток удерживал батальон занимаемый рубеж. Только за три дня — 4, 5 и 6 октября — батальон отбил 19 танковых атак. Огнем танкистов были подведены 13 и уничтожены 5 немецких танков, 20 артиллерийских орудий разных калибров, 5 минометных батарей, 45 пулеметных точек, почти 800 солдат и офицеров противника.
За успешное форсирование Днепра, прочное закрепление плацдарма на его западном берегу и проявленные при этом отвагу и героизм старшему лейтенанту Дмитрию Васильевичу Тюркину и ещё одиннадцати танкистам батальона 20 декабря 1943 года были присвоены звания Героя Советского Союза . 219-й танковой бригаде в честь одержанной победы и освобождения города Кременчуг приказом Верховного главнокомандующего присвоено почетное наименование «Кременчугская».
Осенью 1943 — зимой 1944 годов 219-я танковая бригада 1-го мехкорпуса уже в составе 2-го Украинского фронта участвовала в боях на Кировоградском направлении и отвоевании города Кировоград .
Весной 1944 года бригада была переброшена на 1-й Белорусский фронт: в июне — июле 1944 года участвовала в освобождении Могилевской, а затем Брестской областей, штурме Бреста и форсировании Западного Буга. В августе 1944 года вела бои в Польше, с боями дошла до Варшавы, где немцы организовали мощную оборону.
С 14 января 1945 года 219-я танковая бригада 1-го мехкорпуса 2-й гвардейской танковой армии 1-го Белорусского фронта участвовала в Варшавско-Познанской наступательной операции. 14 января войска 1-го Белорусского фронта перешли в наступление с висленских плацдармов. Прорвав оборону противника, 219-я танковая бригада начали преследовать врага и ворвалась в город Кутно . Первыми вошли в город танки старшины Алтынова, старших сержантов Калинковского, Носкова, Савватеева. Они бесстрашно врывались в расположение противника, поражали его огневые точки, уничтожали живую силу. В короткий срок танкисты уничтожили две минометные батареи, три противотанковые пушки, 11 автомашин с боеприпасами, более 100 повозок, несколько десятков вражеских солдат и офицеров.
В первой половине дня 23 января бригада во взаимодействии с другими танковыми частями заняла большой город Ходзеж, а передовым отрядом вышла к реке Нотець и захватила переправы в населенных пунктах Мильча и Дой-Уш. Как и в Кутно, в Ходзеж первым ещё 22 января ворвался танк старшего сержанта Калинковського. Экипаж танка уничтожил две враждебные артиллерийские батареи, два танка, десятки солдат и офицеров противника. Танк ворвался на железнодорожную станцию, где меткими выстрелами уничтожил эшелон с боеприпасами и автомашинами. Выйдя на западную окраину города танкисты заняли удобную позицию, преградив гитлеровцам выход из города по шоссе. 24 марта 1945 года старшему сержанту Степану Антоновичу Калинковскому присвоено звание Героя Советского Союза (посмертно).
23 января бригада вышла на границу Польши и Померании. Утром 31 января в ходе Висло-Одерской стратегической операции 219-я танковая бригада, действуя в передовом отряде 1-го механизированного корпуса, первой во 2-й гвардейской танковой армии достигла Одера в районе Кинитця севернее Кюстшина. Мотострелковый батальон бригады под командованием майора М. И. Ильина первым форсировал реку и захватил плацдарм.
В феврале — марте 1945 года бригада участвовала в Восточно-Померанской операции, в ходе которой советские войска рассекли восточно-померанскую группировку противника и окружили несколько дивизий. 6 апреля 1945 года «за умелое командование бригадой и проявленные мужество и героизм в боях с немецко-фашистскими захватчиками» командиру подполковнику Вайнрубу Евсею Григорьевичу указом Президиума Верховного Совета СССР присвоено звание Героя Советского Союза.
В апреле — мае 1945 года 219-я танковая бригада участвовала в Берлинской операции и штурме столицы гитлеровской Германии города Берлина. Несмотря на ожесточенное сопротивление врага, 20 апреля танкисты-разведчики 219-й танковой бригады под командованием капитана Юркевича, старшего лейтенанта Леонова, младшего лейтенанта Кириллова первыми ворвались в предместье Берлина Вайсензе. В последние дни войны танкисты бригады вели уличные бои на подступах к Рейхстагу. За отличие при штурме Берлина приказом Верховного главнокомандующего 219-й Кременчугской танковой бригаде было присвоено второе почетное наименование «Берлинская».

## Командиры
Бригадой командовали:
- комбриг Давыдов Никанор Карпович (по другим данным подполковник Давыдов Яков Алексеевич, с 30.08.1942 до 01.12.1942),
- подполковник Хилобок Спиридон Тимофеевич (с 02.12.1942 до 17.10.1943),
- подполковник Анфимов Алексей Игнатьевич (с 18.10.1943 до 29.11.1943),
- подполковник Хлюпин Михаил Григорьевич (с 21.02.1944 полковник, с 30.11.1943 до 13.07.1944, погиб),
- подполковник Макаров Василий Степанович (с 20.11.1944 полковник, с 14.07.1944 до 26.12.1944),
- подполковник Вайнруб Евсий Григорьевич (с 27.12.1944 до 09.05.1945).

## Боевой состав
| По состоянию на 30 августа 1942 года - рота управления, - 586-й танковый батальон, - 587-й танковый батальон, - механизированный батальон, - противотанковая батарея, - зенитная батарея, - рота технического обеспечения, - медпункт. | По состоянию на 22 мая 1944 года - управление бригады, - рота управления, - 1-й танковый батальон (бывший 586 тбн), - 2-й танковый батальон (бывший 587 тбн), - 3-й танковый батальон, - моторизованый батальон автоматчиков, - зенитно-пулемётная рота, - рота технического обеспечения, - медико-санитарный взвод. |

## Награды и почётные наименования
| Награда, почётное наименование        | Дата награждения, реквизиты акта о награждении | Основание награждения |
| ------------------------------------- | --- | --- |
| Почётное наименование Кременчугская   | присвоено приказом Верховного главнокомандующего от 29 сентября 1943 года | В ознаменование одержанной победы соединениям и частям, отличившимся в боях за освобождение города Кременчуг, присвоить наименование «Кременчугских»        |
| Орден Красного Знамени                | Указ Президиума Верховного Совета СССР от 5 июля 1944 г. «О награждении соединений и частей Красной Армии» (объявлен секретным приказом Заместителя Народного Комиссара Обороны СССР от 26 июля 1944 года № 0218 "С объявлением Указов Президиума Верховного Совета СССР от 5 июля 1944 г. «О награждении орденами соединений и частей Красной Армии») | За образцовое выполнение заданий командования в боях с немецкими захватчиками, за овладение городом Слуцк и проявленные при этом доблесть и мужество        |
| Орден Кутузова II степени             | Указ Президиума Верховного Совета СССР от 19 февраля 1945 г. «О награждении орденами соединений и частей Красной Армии» (объявлен секретным приказом Народного Комиссара Обороны СССР от 28 июня 1945 года № 0116) | За образцовое выполнение заданий командования в боях с немецкими захватчиками, за овладение городом Варшава и проявленные при этом доблесть и мужество.     |
| Орден Суворова II степени             | Указ Президиума Верховного Совета СССР от 5 апреля 1945 года «О награждении орденами соединений и частей Красной Армии» (объявлен секретным приказом Народного Комиссара Обороны СССР от 31 мая 1945 года № 092) | За образцовое выполнение заданий командования в боях с немецкими захватчиками при вторжении в немецкую Померанию и проявленные при этом доблесть и мужество |
| Орден Богдана Хмельницкого II степени | Указ Президиума Верховного Совета СССР от 3 мая 1945 г. «О награждении орденами соединений и частей Красной Армии» (объявлен секретным приказом Народного Комиссара Обороны СССР от 31 мая 1945 года № 0102) | За образцовое выполнение заданий командования в боях с немецкими захватчиками при овладении городом Альтдамм и проявленные при этом доблесть и мужество.    |
| Почётное наименование Берлинская      | присвоено приказом Верховного главнокомандующего от 11 июня 1945 года № 0111 | |

## Герои бригады
- Агиенко Виктор Трофимович — лейтенант, командир роты 586-го танкового батальона,
- Алтынов Николай Николаевич — старшина, командир танка,
- Вайнруб Евсей Григорьевич — полковник, командир бригады,
- Ведерников Иван Анисимович ― младший лейтенант, командир танка 586-го танкового батальона,
- Волков Евгений Федорович — лейтенант, командир взвода 586-го танкового батальона,
- Ильин, Евгений Кузьмич ― майор, командир 3-го танкового батальона,
- Калинин Иван Андреевич — младший сержант, механик-водитель танка,
- Калинковский Степан Антонович — старший сержант, механик-водитель танка,
- Клочков, Владимир Васильевич — лейтенант, командир танка Т-34 586-го танкового батальона,
- Козлов, Никита Иванович — старший сержант, командир башни танка 586-го танкового батальона,
- Носков, Григорий Матвеевич — старший сержант, механик-водитель танка 2-го танкового батальона.
- Соловьёв, Михаил Павлович — лейтенант, командир танковой роты,
- Тюркин Дмитрий Васильевич — старший лейтенант, командир 586-го танкового батальона.
- Чхаидзе, Владимир Михайлович — младший лейтенант, командир танка.